# ماراكاي

## مدن توأم
المدن التوأم:
- سان خوسيه، كوستاريكا
- سالتا
- ميديلين
- سانتياغو دي كوبا
- إيجيفسك
- Colonia Tovar [الإنجليزية]‏
- سانت جونز
- سالفادور.

## أعلام
- خوان أرانغو
- باستور مالدونادو
- خوسيه أنطونيو كازانوفا
- خورخي فالديفيا
- روبرتو رودريغيز
- خوان فيسنتي غوميز
- كانزيربيرو
- أنطونيو غوزمان بلانكو
- أليسيا ماتشادو